# برنار بونس
برنار بونس (بالفرنسية: Bernard Pons) هو سياسي فرنسي، ولد في 18 يوليو 1926 في بيزييه في فرنسا. حزبياً، نشط في اتحاد الديمقراطيين من أجل الجمهورية والاتحاد من أجل حركة شعبية والتجمع من أجل الجمهورية.

## مناصب
- في انتخابات البرلمان الأوروبي 1984، انتخب عضو في البرلمان الأوروبي عن دائرة فرنسا لترشحه ضمن قائمة التجمع من أجل الجمهورية، وقد انضم خلال فترته النيابية (24 يوليو 1984 – 30 أبريل 1985) للكتلة البرلمانية التحالف الديمقراطي الأوروبي [الإنجليزية]‏.
- انتخب عضو المجلس العام  [لغات أخرى]‏.
- انتخب نائب فرنسي.
- انتخب نائب برلماني [الإنجليزية]‏ (1997 – 2002).